# 聖保羅座堂 (詹姆斯敦)

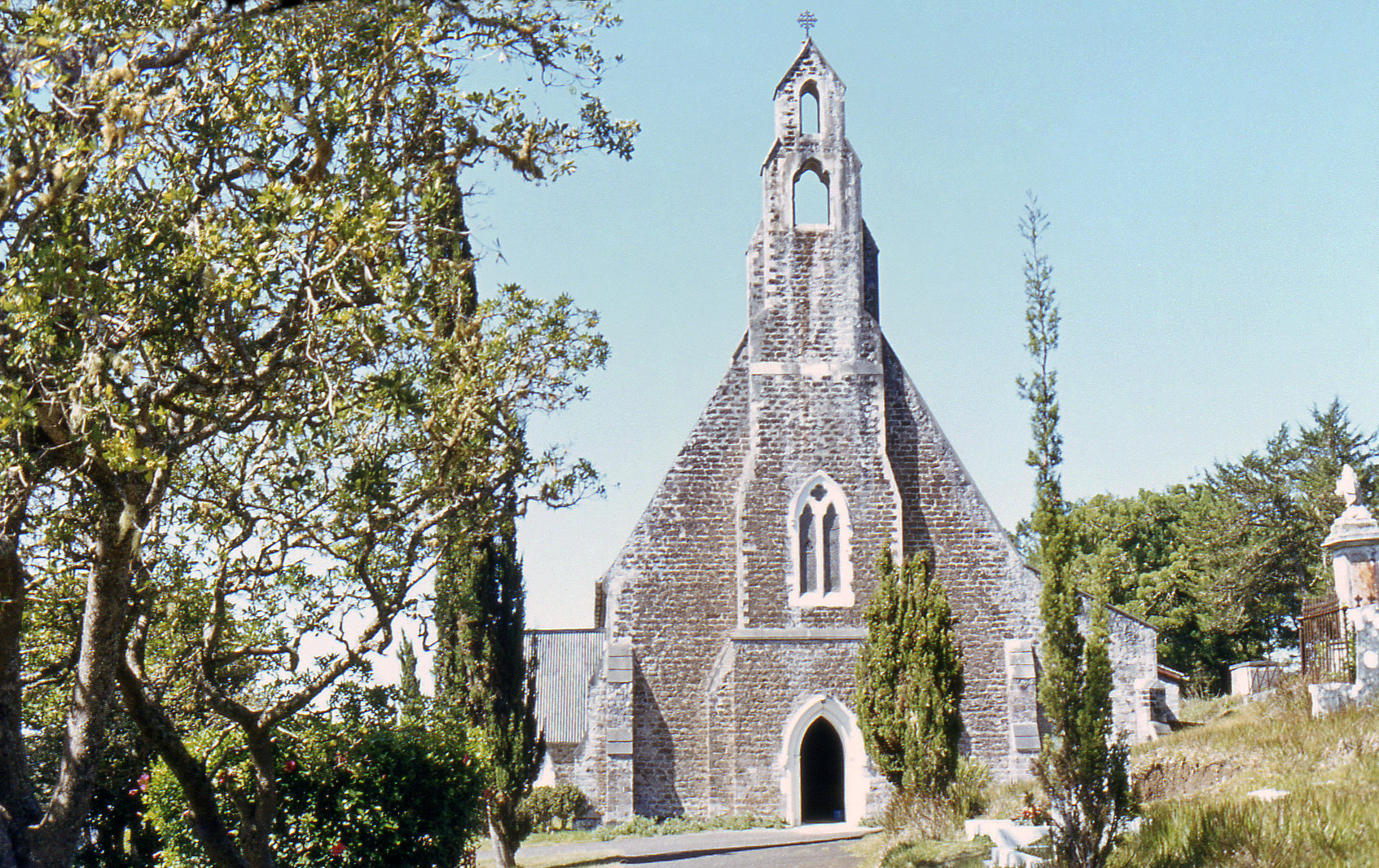

聖保羅座堂（Saint Paul's Cathedral）是聖赫勒拿的一座聖公會的座堂，位於詹姆斯敦以南約2英里處。這座教堂開始修建於1850年，在1851年竣工，並在1859年升格為座堂。這座教堂和附近的種植園屋都是英國的I級登錄建築。 